# Zielonowo (Grande-Pologne)
Pour les articles homonymes, voir Zielonowo.
Zielonowo (prononciation : [ʑelɔˈnɔvɔ], en allemand : Grünfier) est un  village polonais de la gmina de Wieleń dans le powiat de Czarnków-Trzcianka de la voïvodie de Grande-Pologne dans le centre-ouest de la Pologne.
Il se situe à environ 10 km à l'est de Wieleń (siège de la gmina), à 17 km à l'ouest de Czarnków (siège du powiat), et à 71 km au nord-ouest de Poznań (capitale de la Grande-Pologne).

## Histoire
De 1816 à 1920, Grünfier fait partie de l'arrondissement de Czarnikau puis à partir de 1887 de l'arrondissement de Filehne dans le district de Bromberg au sein de la province de Posnanie.
De 1975 à 1998, le village faisait partie du territoire de la voïvodie de Piła.

Depuis 1999, Zielonowo est situé dans la voïvodie de Grande-Pologne.